# Campionati italiani assoluti di scherma del 1971
I Campionati italiani assoluti di scherma del 1971 sono stati organizzati dalla Federazione Italiana Scherma.
Nel fioretto, si sono aggiudicati i titoli dei campionati italiani Carlo Montano, alla sua prima affermazione, e Antonella Ragno, che ha vinto il suo ottavo titolo nazionale femminile.
Il titolo della spada è andato a Claudio Francesconi, che ha bissato il titolo del 1968, 
Nella sciabola Michele Maffei ha vinto il suo primo titolo nazionale maschile.
Nei campionati italiani a squadre maschili il Centro Sportivo Carabinieri ha vinto il suo primo titolo nel fioretto, mentre la Società del Giardino di Milano ha vinto il suo decimo titolo nella spada; nella sciabola c'è stato il secondo successo del Club Scherma Roma dopo quello del 1962.
Il campionato italiano di fioretto a squadre femminile è andato al Club Scherma Roma, che ha bissato il titolo dell'anno precedente.

## Podi

### Uomini
| Specialità  | Oro                           | Argento | Bronzo |
| Individuali |                               |         |        |
| Fioretto    | Carlo Montano                 | -       | -      |
| Spada       | Claudio Francesconi           | -       | -      |
| Sciabola    | Michele Maffei                | -       | -      |
| A squadre   |                               |         |        |
| Fioretto    | Carabinieri -                 | -       | -      |
| Spada       | Società del Giardino Milano - | -       | -      |
| Sciabola    | Club Scherma Roma -           | -       | -      |

### Donne
| Specialità  | Oro                 | Argento | Bronzo |
| Individuali |                     |         |        |
| Fioretto    | Antonella Ragno     | -       | -      |
| A squadre   |                     |         |        |
| Fioretto    | Club Scherma Roma - | -       | -      |